# Eredivisie 1967/1968
Eredivisie One 1967/68 byla nejvyšší nizozemskou fotbalovou soutěží. Vítězem se stal a do Poháru mistrů evropských zemí 1968/69 se kvalifikoval tým AFC Ajax, Veletržní pohár 1968/69 hrály týmy Feyenoord, DWS Amsterdam a DOS Utrecht. Účast v Poháru vítězů pohárů 1968/69 si zajistil ADO Den Haag.
Soutěže se zúčastnilo celkem 18 celků, soutěž se hrála způsobem každý s každým doma-venku (celkem tedy 34 kol) systémem podzim-jaro. Ze soutěže nikdo nesestoupil, sedmý Xerxes Rotterdam se rozpadl kvůli finančním problémům a poslední dva týmy Fortuna '54 Geleen a Sittardia se sloučily a zůstaly v soutěži jako Fortuna SC.

## Tabulka
| Poř. | Tým                | Z  | V  | R  | P  | VG | OG | B  |
| ---- | ------------------ | -- | -- | -- | -- | -- | -- | -- |
| 1.   | AFC Ajax           | 34 | 27 | 4  | 3  | 96 | 19 | 58 |
| 2.   | Feyenoord          | 34 | 25 | 5  | 4  | 84 | 21 | 55 |
| 3.   | Go Ahead Eagles    | 34 | 17 | 8  | 9  | 65 | 41 | 42 |
| 4.   | ADO Den Haag       | 34 | 15 | 11 | 8  | 53 | 34 | 41 |
| 5.   | Sparta Rotterdam   | 34 | 15 | 10 | 9  | 53 | 33 | 40 |
| 6.   | GVAV Groningen     | 34 | 10 | 16 | 8  | 38 | 35 | 38 |
| 7.   | Xerxes Rotterdam   | 34 | 13 | 9  | 12 | 45 | 47 | 35 |
| 8.   | FC Twente          | 34 | 13 | 8  | 13 | 56 | 58 | 34 |
| 9.   | DWS Amsterdam      | 34 | 12 | 8  | 14 | 47 | 57 | 32 |
| 10.  | NEC Nijmegen       | 34 | 9  | 13 | 12 | 41 | 51 | 31 |
| 11.  | Telstar Velsen     | 34 | 11 | 7  | 16 | 43 | 55 | 29 |
| 12.  | FC Volendam        | 34 | 8  | 13 | 13 | 39 | 56 | 29 |
| 13.  | MVV Maastricht     | 34 | 8  | 12 | 14 | 37 | 50 | 28 |
| 14.  | PSV Eindhoven      | 34 | 9  | 9  | 16 | 43 | 54 | 27 |
| 15.  | NAC Breda          | 34 | 9  | 8  | 17 | 25 | 56 | 26 |
| 16.  | DOS Utrecht        | 34 | 6  | 13 | 15 | 40 | 64 | 25 |
| 17.  | Fortuna '54 Geleen | 34 | 6  | 13 | 15 | 37 | 70 | 25 |
| 18.  | Sittardia          | 34 | 6  | 7  | 21 | 38 | 79 | 19 |

|  | Pohár mistrů evropských zemí 1968/69 |
|  | Pohár vítězů pohárů 1968/69          |
|  | Veletržní pohár 1968/69              |
|  | Sestup do Eerste Divisie             |

## Nejlepší střelci
|   |         | hráč         | tým       | PG |
| - | ------- | ------------ | --------- | -- |
| 1 | Švédsko | Ove Kindvall | Feyenoord | 28 |